# Daisuke Sakai
Daisuke Sakai (født 18. januar 1997) er en japansk fodboldspiller, som spiller for den japanske fodboldklub Oita Trinita.